# Moritzia lindenii
Moritzia lindenii är en strävbladig växtart som först beskrevs av A. Dc., och fick sitt nu gällande namn av George Bentham, Gürke. Moritzia lindenii ingår i släktet Moritzia och familjen strävbladiga växter. Inga underarter finns listade i Catalogue of Life.